# Гермерсгаймський міст (залізничний)
49°13′08″ пн. ш. 8°23′06″ сх. д. / 49.2189° пн. ш. 8.385° сх. д.
Гермерсгаймський міст (нім. Rheinbrücke Germersheim) — двоколійний залізничний міст, який перетинає Рейн біля Гермерсгайму в німецькій землі Рейнланд-Пфальц.
Обслуговує залізницю Гермерсгайм — Брухзаль.

## Міст 1877 року
У 1871 році Велике герцогство Баден, яке лежало на правому (східному) березі Рейну, і Королівство Баварія, яке керувало Пфальцом на лівому (західному) березі, погодилися побудувати залізницю від Брухзаля до Гермерсгайму, разом з мостом через Рейн.
Після тривалих дискусій у 1874 році вирішили побудувати переправу через Рейн на північ від фортеці Гермерсгайм. Будівництво почалося в 1875 році, а офіційно відкрили міст 15 травня 1877 року.
Міст мав довжину 302 м і складався з трьох сталевих аркових прольотів.
Верхня будова мала ширину 7,6 м, довжина кожного прольоту 87,6 м.
Міст мав дві колії.
Міст модернізували в 1927—1930 рр. через збільшення транспортного трафіку.
24 березня 1945 року о 10:20 німецькі війська знищили міст шляхом підриву опор.

## Міст 1967 року
Оскільки Deutsche Bundesbahn не вважав економічно недоцільним експлуатацію, його не відновлювали відразу після Другої світової війни.
Лише в 1965 році Deutsche Bundesbahn розпочав будівництво нового переходу через Рейн, який відкрито 23 жовтня 1967 року.
Фінансування надало Федеральне міністерство оборони через стратегічні інтереси НАТО.
Спільним підприємством MAN Werk Gustavsburg і компанії Aug. Klönne побудовано трипролітний сталевий фермовий міст без опор із наскрізною балкою в поздовжньому напрямку.
Конструкція завдовжки 268 м має зовнішні прольоти 66 м і центральний проліт 136 м.

Кроквяна конструкція з паралельними балками і підстильною палубою має відстань між балками 11 м в бічних прольотах і 10,46 м в основному прольоті через судновий канал.
Висота кроквяної системи 10,0 м, загальна висота 11,5 м, відстань між основними прогонами 9,5 м.

Діагоналі та верхні стійки тримачів ферм мають коробчатий перетин шириною 0,7 м, висотою від 0,6 м до 0,76 м. Дерев'яні шпали кріпляться безпосередньо на двох суцільних поздовжніх балках.
На західному березі кроквяний міст кріпиться до під'їзного мосту з попередньо напруженого бетону довжиною 22 м.

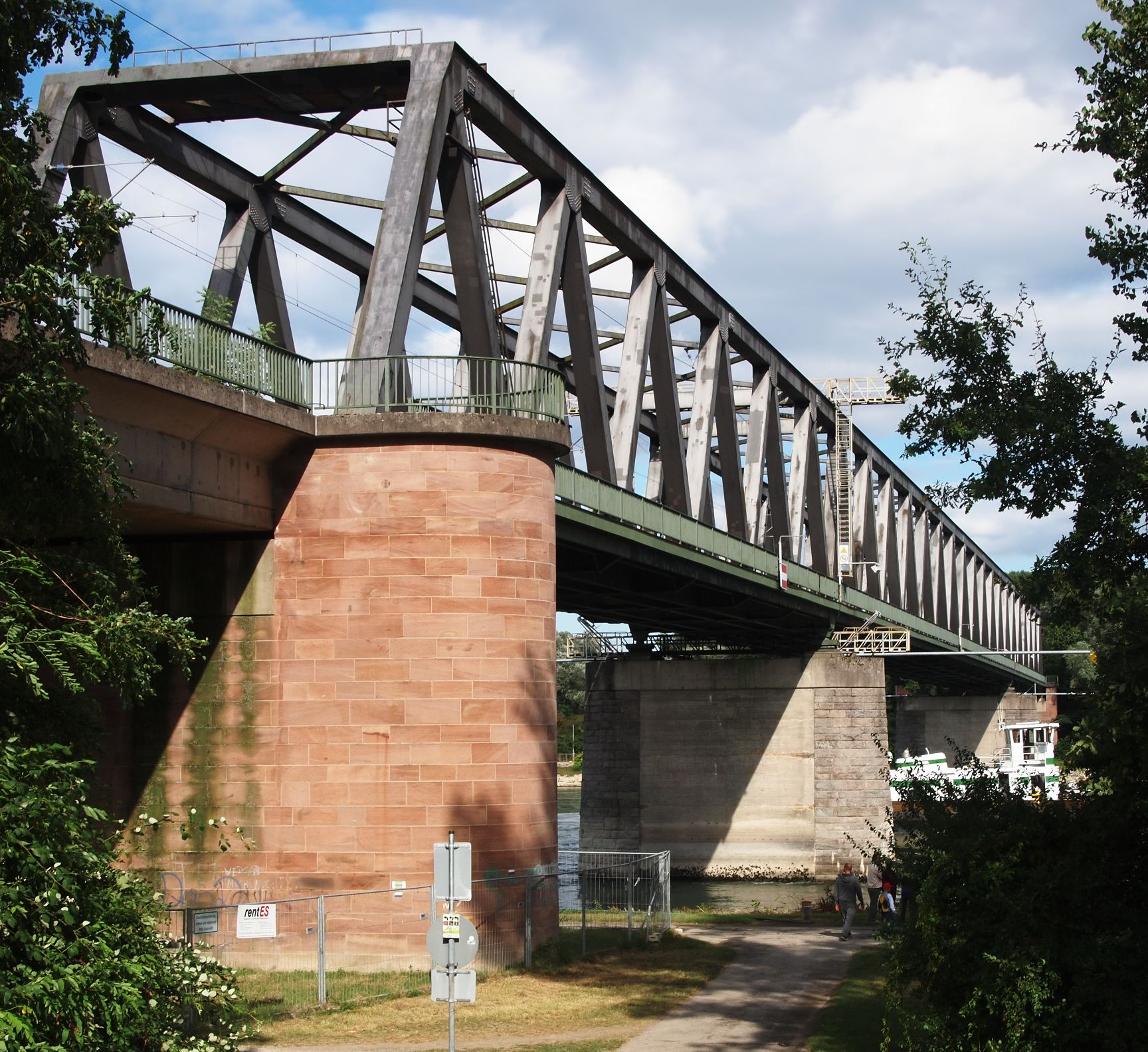
Міст у 2016 році

Через колії на дузі, що проходять уздовж мосту, колії на мосту зміщені від центру на 15 см.
Зі зменшенням військової напруженості стратегічний інтерес до мосту знизився після 1989 року, а південну колію закрито в 1994 році.
Колію через міст електрифіковано разом із дільницею Грабен-Нойдорф — Гермерсгайм під час впровадження міської залізниці Рейн-Неккар наприкінці 2011 року.